# Muscicapa olivascens
Muscicapa olivascens là một loài chim trong họ Muscicapidae.